# Палья, Камилла
Камилла Анна Палья (англ. Camille Anna Paglia, род. 2 апреля 1947 года, штат Нью-Йорк) — американская писательница и критик.

## Биография
Дочь преподавателя романских языков. Окончила Бингемтонский университет (бакалавр искусств B.A., 1968, valedictorian). Затем училась у Х. Блума в Йеле, где в 1974 году получила степень доктора философии.
Затем на преподавательской работе, преподавала литературу, в том числе в Беннингтонском колледже. В 1981—1983 и 1984 годах — приглашённый лектор в Йеле.
С 1984 года — преподаватель Университета искусств в Филадельфии, штат Пенсильвания, где с 1991 года — профессор гуманитарных наук и медиаштудий.
Автор интернет-журнала Salon.com.
В 1990 году вышла её первая книга.

## Взгляды
Выступает за декриминализацию проституции, абортов, употребления наркотиков и порнографии. Отрицает глобальное потепление. В 1990-х годах поддерживала педофилию. 
Критически относится к многим аспектам современной культуры.
Палья — поклонница работ Зигмунда Фрейда, Джеймса Фрэзера и Чарльза Дарвина. 
Анализу идей Камиллы Пальи посвятил специальное исследование «Воительница» Борис Парамонов в книге «Конец стиля» (1997).

## Публикации
- Paglia, Camille (1974). Sexual Personae: The Androgyne in Literature and Art (Thesis).
- Paglia, Camille. Sexual Personae[англ.]: Art and Decadence from Nefertiti to Emily Dickinson (англ.). — 1990. — ISBN 0-679-73579-8.
  - Палья, Камилла. Личины сексуальности [пер. с англ. под общ. ред. С. Никитина]. — Екатеринбург: У-Фактория: Изд-во Урал. ун-та, 2006 (Екатеринбург: Уральский рабочий). — 871 с. — (Академический бестселлер).
- — (1992), Sex, Art and American Culture: Essays, ISBN 0-679-74101-1
- Paglia, Camille. Vamps and Tramps: New Essays (англ.). — 1994. — ISBN 0-679-75120-3.
- The Birds (BFI Film Classics) (1998) ISBN 0-851-70651-7
- Break, Blow, Burn: Camille Paglia Reads Forty-three of the World’s Best Poems (2005) ISBN 0-375-42084-3
- Glittering Images: A Journey Through Art from Egypt to Star Wars (2012) ISBN 978-0-375-42460-1
- Free Women, Free Men: Sex, Gender, and Feminism (2017) ISBN 978-0375424779